# Inpu-em-anch
Inpu-em-anch ist der Name eines hohen, altägyptischen Beamten, der während der späten 3. Dynastie und eventuell noch zu Beginn der 4. Dynastie wirkte. Er wird allgemein in die Herrschaft der Könige Huni und Snofru datiert.

## Name und Titel
Inpu-em-anchs Name bedeutet „Anubis ist im Leben“, wobei die Lesung offenbar umstritten ist, da Hermann Ranke hinter die Übersetzung ein Fragezeichen setzt.
Über Inpu-em-anch ist wenig überliefert, da sein Grab bislang nicht entdeckt wurde. Informationen zu seinem Leben und seiner Karriere stammen ausnahmslos aus der Grabinschrift seines Sohnes, Metjen. Der Grabinschrift ist zu entnehmen, dass Metjen viele seiner Ämter und Titel von Inpu-em-anch geerbt und übernommen hatte, sodass angenommen werden kann, dass beide eine hohe Position am Hof des Königs genossen hatten. Unterstrichen wird dies durch Inpu-em-anchs Titel eines Richters. Inpu-em-anch ist trotz der spärlichen Informationen von Interesse für die Ägyptologie, weil er in Zusammenhang mit altägyptischen Erbschaftstraditionen erwähnt wird. Die Grabinschrift seines Sohnes ist die erste der ägyptischen Geschichte, die tiefere Einblicke in das zeitgenössische Erbschaftswesen gewährt.
Verheiratet war Inpu-em-anch mit einer Dame namens Neb-senet. Sie wird als „dessen Gemahlin“ und als „Mutter“ von Metjen bezeichnet.